# Dasybasis nigrifrons
Dasybasis nigrifrons är en tvåvingeart som först beskrevs av Philippi 1865.  Dasybasis nigrifrons ingår i släktet Dasybasis och familjen bromsar. Inga underarter finns listade i Catalogue of Life.